# Oreina alpestris
Oreina alpestris là một loài bọ cánh cứng trong họ Chrysomelidae. Loài này được Schummel miêu tả khoa học năm 1843.